# سلطنة حلي بن يعقوب
سلطنة حلي أو سلطنة حلي بني يعقوب وهي امارة عربية قامت في (غرب الجزيرة العربية) تنتمي إلى بني حرام من قبيلة كنانة سميت بسلطنة حلي بن يعقوب وبدأ حكم هذه الاسرة في القرن الرابع الهجري وكانت لها حروب عديدة من حكام مكة وحكام عسير وكانت لها علاقات قوية مع سلاطين اليمن.

## الأصول وبداية الحكم
تنتمي أسرة آل يعقوب إلى بني حرام من قبيلة كنانة، وموطنهم الأصلي مدينة حلي، ولا يُعرف الكثير عن تفاصيل وصول الحكم إليهم إلا أن المشهور بدء دولتهم بالقرن الرابع الهجري.

## زيارةابن بطوطة
وزارها الرحالة العربي ابن بطوطة ووصفها في كتابه المسمى (تحفة النظار في غرائب الأمصار) حيث قال: (( وبعد ستة أيام من خروجنا عن جزيرة سواكن وصلنا إلى مدينة حلي " وضبط اسمها بفتح الحاء المهمل وكسر اللام وتخفيفها "، وتعرف باسم ابن يعقوب وكان من سلاطين اليمن ساكناً بها قديماً وهي كبيرة حسنة العمارة، يسكنها طائفتان من العرب، وهم بنو حرام وبنو كنانة وجامع هذه المدينة من أحسن الجوامع، وفيه جماعة من الفقراء المنقطعين إلى العبادة منهم الشيخ الصالح العابد الزاهد قبوله الهندي، من كبار الصالحين لباسه مرقعة وقلنسوة لبد، وله خلوة متصلة بالمسجد، فرشها الرمل، لا حصير بها ولا بساط، ولم أر بها حين لقائي له شيئاً إلا إبريق الوضوء، وسفرة من خوص النخيل فيها كسر شعير يابسة، وصحيفة فيها ملح وسعتر فإذا جاءه أحد قدم بين يديه ذلك، ويسمع به أصحابه، فيأتي كل واحد منهم بما حضر من غير تكلف شيء وإذا صلوا العصر اجتمعوا للذكر بين يدي الشيخ إلى صلاة المغرب وإذا صلوا المغرب أخذ كل واحد منهم موقفه للتنفل، فلا يزالون كذلك إلى صلاة العشاء الآخرة، فإذا صلوا العشاء الآخرة أقاموا على الذكر إلى ثلث الليل ثم انصرفوا ويعودون في أول الثلث الثالث إلى المسجد فيتهجدون إلى الصبح، ثم يذكرون إلى أن تحين صلاة الإشراق، فينصرفون بعد صلاتها ومنهم من يقيم إلى أن يصلي صلاة الضحى بالمسجد وهذا دأبهم، أبداً، ولقد كنت أردت الإقامة معهم باقي عمري، ولم أوفق لذلك والله تعالى يتداركنا بلطفه وتوفيقه )) .
- كما تحدث ابن بطوطة عن سلطان حلي فقال: (( وسلطانها عامر بن ذؤيب من بنى كنانة، وهو من الفضلاء الأدباء الشعراء. صحبته من مكة إلى جدة، وكان قد حج في سنة ثلاثين. ولما قدمت مدينته أنزلني وأكرمني، وأقمت في ضيافته أياماً )) .

## بعض سلاطين سلطنة حلي بن يعقوب
- موسى بن علي بن عطية
- عيسى بن موسى بن علي بن عطية
- أحمد بن علي
- عامر بن ذؤيب
- أحمد بن عيسى
- دريب بن أحمد بن عيسى
- موسى بن أحمد بن عيسى
- قيس بن محمد الذؤيبي
- يحيى بن موسى
- بركات الحرامي
- محمد بن بركات
- عمر بن عبد الله بن عمر
- علي بن الصغير

وغيرهم من السلاطين .

## أشهر الأمراء
- الأمير عامر بن ذؤيب الحرامي (استقبل ابن بطوطة والذي وصف حلي بمدينة جميلة حسنة العمارة)
- الأمير دريب بن أحمد بن عيسى الحرامي (قتل في حرب داخلية بين قبائل كنانة)
- الأمير عمر بن عبد الله بن عمر الحرامي (استرداد الإمارة من آل عائض)